# ジャスティン・アンダーソン (野球)
ジャスティン・チャールズ・アンダーソン（Justin Charles Anderson, 1992年9月28日 - ）は、アメリカ合衆国テキサス州ヒューストン出身のプロ野球選手（投手）。MLBのシカゴ・ホワイトソックス所属。右投左打。愛称はアンドゥー（Ando）。

## 経歴

### プロ入りとエンゼルス時代
2014年のMLBドラフト14巡目（全体419位）でロサンゼルス・エンゼルスから指名され、プロ入り。契約後、傘下のルーキー級アリゾナリーグ・エンゼルスでプロデビュー。パイオニアリーグのルーキー級オレム・オウルズでもプレーし、2球団合計で13試合（先発7試合）に登板して1勝4敗、防御率8.07、19奪三振を記録した。
2015年はA級バーリントン・ビーズでプレーし、28試合（先発22試合）に登板して9勝9敗、防御率3.41、112奪三振を記録した。
2016年はA+級インランド・エンパイア・シックスティシクサーズでプレーし、28試合（先発27試合）に登板して8勝12敗、防御率5.70、107奪三振を記録した。オフにはアリゾナ・フォールリーグに参加し、メサ・ソーラーソックスに所属した。
2017年はA+級インランド・エンパイアとAA級モービル・ベイベアーズでプレーし、2球団合計で46試合に登板して3勝2敗2セーブ、防御率5.06、42奪三振を記録した。
2018年はAA級モービルで開幕を迎えた。AAA級ソルトレイク・ビーズを経て4月23日にメジャー契約を結んでアクティブ・ロースター入りした。同日、故郷ヒューストンのミニッツメイド・パークでのヒューストン・アストロズ戦でメジャーデビュー。そのまま降格することなくブルペン陣の一員となり、この年メジャーでは57試合に登板して3勝3敗4セーブ、防御率4.07、67奪三振、22ホールドを記録した。
2019年は54登板で防御率5.55と前年より悪化した。47回でK/BBは1.88だった。
2020年7月にトミー・ジョン手術を受け、シーズンを全休した。オフの12月2日にノンテンダーFAとなった。

### レンジャーズ傘下時代
2021年1月13日にテキサス・レンジャーズと2年間のマイナー契約（1年間は前述の手術のリハビリ期間に充てる予定）を結び、スプリングトレーニングに招待選手として参加することになった。このシーズンはルーキー級のアリゾナ・コンプレックスリーグ・レンジャーズと傘下AAA級ラウンドロック・エクスプレスでプレーした。
2022年はメジャーキャンプに招待されたが開幕ロースターには残れず、AAA級ラウンドロックで開幕を迎えた。 オフにFAとなった。

### ロイヤルズ傘下時代
2023年6月7日にカンザスシティ・ロイヤルズとマイナー契約を結んだ。このシーズンはルーキー級のアリゾナ・コンプレックスリーグ・ロイヤルズと傘下AA級ノースウエストアーカンソー・ナチュラルズと傘下AAA級オマハ・ストームチェイサーズの3階級でプレーした。オフにFAとなった。

### ホワイトソックス時代
2023年11月21日にシカゴ・ホワイトソックスとマイナー契約を結んだ。2024年4月12日にメジャー契約を結んでアクティブ・ロースター入りした。

## 選手としての特徴
スライダーとフォーシームという2球種のコンビネーションで組み立てる。他にツーシームとカーブも持つが、投げる割合は1%にも満たないようにかなり低い。

## 詳細情報

### 年度別投手成績
| 年 度    | 球 団    | 登 板 | 先 発 | 完 投 | 完 封 | 無 四 球 | 勝 利 | 敗 戦 | セ 丨 ブ | ホ 丨 ル ド | 勝 率 | 打 者 | 投 球 回 | 被 安 打 | 被 本 塁 打 | 与 四 球 | 敬 遠 | 与 死 球 | 奪 三 振 | 暴 投 | ボ 丨 ク | 失 点 | 自 責 点 | 防 御 率 | W H I P |
| -------- | -------- | ----- | ----- | ----- | ----- | -------- | ----- | ----- | -------- | ----------- | ----- | ----- | -------- | -------- | ----------- | -------- | ----- | -------- | -------- | ----- | -------- | ----- | -------- | -------- | ------- |
| 2018     | LAA      | 57    | 0     | 0     | 0     | 0        | 3     | 3     | 4        | 22          | .500  | 241   | 55.1     | 42       | 3           | 40       | 3     | 4        | 67       | 9     | 1        | 25    | 25       | 4.07     | 1.48    |
| 2019     | LAA      | 54    | 0     | 0     | 0     | 0        | 3     | 0     | 1        | 13          | 1.000 | 217   | 47.0     | 42       | 6           | 32       | 0     | 1        | 60       | 4     | 0        | 32    | 29       | 5.55     | 1.57    |
| 2024     | CWS      | 56    | 0     | 0     | 0     | 0        | 1     | 2     | 1        | 5           | .333  | 242   | 53.1     | 48       | 5           | 32       | 1     | 3        | 57       | 1     | 0        | 29    | 26       | 4.39     | 1.50    |
| MLB：3年 | MLB：3年 | 167   | 0     | 0     | 0     | 0        | 7     | 5     | 6        | 40          | .583  | 700   | 155.2    | 132      | 14          | 104      | 4     | 8        | 184      | 14    | 1        | 86    | 80       | 4.63     | 1.52    |

- 2024年度シーズン終了時

### 年度別守備成績
| 年 度 | 球 団 | 投手（P） | 投手（P） | 投手（P） | 投手（P） | 投手（P） | 投手（P） |
| 年 度 | 球 団 | 試 合     | 刺 殺     | 補 殺     | 失 策     | 併 殺     | 守 備 率  |
| ----- | ----- | --------- | --------- | --------- | --------- | --------- | --------- |
| 2018  | LAA   | 57        | 5         | 6         | 1         | 1         | .917      |
| 2019  | LAA   | 54        | 2         | 2         | 0         | 0         | 1.000     |
| 2024  | CWS   | 56        | 1         | 4         | 0         | 0         | 1.000     |
| MLB   | MLB   | 167       | 8         | 12        | 1         | 1         | .952      |

- 2024年度シーズン終了時

### 背番号
- 38（2018年 - 2019年）
- 60（2024年 - ）